# Edward Johnson (Unternehmer)
Edward Crosby "Ned" Johnson III (* 29. Juni 1930; † 23. März 2022) war ein US-amerikanischer Investor und Geschäftsmann, der zusammen mit seiner Tochter Abigail Johnson die Firma Fidelity Investments betrieb. 2009 wurde er mit einem geschätzten Nettovermögen von 8 Milliarden US-Dollar vom Forbes Magazine auf Platz 30 der reichsten Personen Amerikas geführt.

## Leben
Johnson schloss das Harvard College der Harvard University im Jahre 1954 mit dem Grad eines Bachelors ab. Nach einer Dienstperiode bei der US Army wurde er im Jahre 1957 Research Analyst bei der Firma Fidelity Investments – eine Firma, die von seinem Vater Edward C. Johnson II im Jahre 1949 gegründet worden war. Er wurde im Jahr 1960 Portfolio-Manager für den Fidelity Trend Fund und verwaltete den berühmten Fidelity Magellan Fund von 1963 bis 1977. Im Jahre 1972 wurde er Präsident der Firma und 1977 Chairman/CEO. Johnson ist ein Fellow der American Academy of Arts and Sciences, ein Trustee des Beth Israel Hospital und des Boston Museum of Fine Arts und ein Mitglied der Boston Society of Security Analysts.
Er trug einen Ehrendoktor-Titel der Boston University, des Bentley College und der Hobart and William Smith Colleges.

## Weblink
- Forbes: The 400 Richest Americans 2009 (engl.)